# ニューヨーク市地下鉄W系統
ニューヨーク市地下鉄W系統（ニューヨークしちかてつWけいとう）は、ニューヨーク市地下鉄Bディビジョンの運行系統である。MTAの資金難のため、2010年6月25日から2016年11月6日まで一時運休されていた。ラインカラーはマンハッタン区内のBMTブロードウェイ線で使用される黄色（サンフラワー・イエロー）。W系統は、BMTブロードウェイ線でマンハッタン区内を走行したあとイースト川を60丁目トンネルで潜ってクイーンズ区に入り、BMTアストリア線を走行する。2004年まではBMT4番街線とBMTウェスト・エンド線経由でブルックリン区まで走っていた。
現地では”Broadway Local”とも呼ばれている。
IND2番街線の開業に合わせた運行パターン変更の一環として、 メトロポリタン・トランスポーテーション・オーソリティ（MTA)は2016年11月7日から運用開始当時のエンブレムと2004年-2010年の経路でW系統 の運行を再開した。

## 歴史

### 開始当初

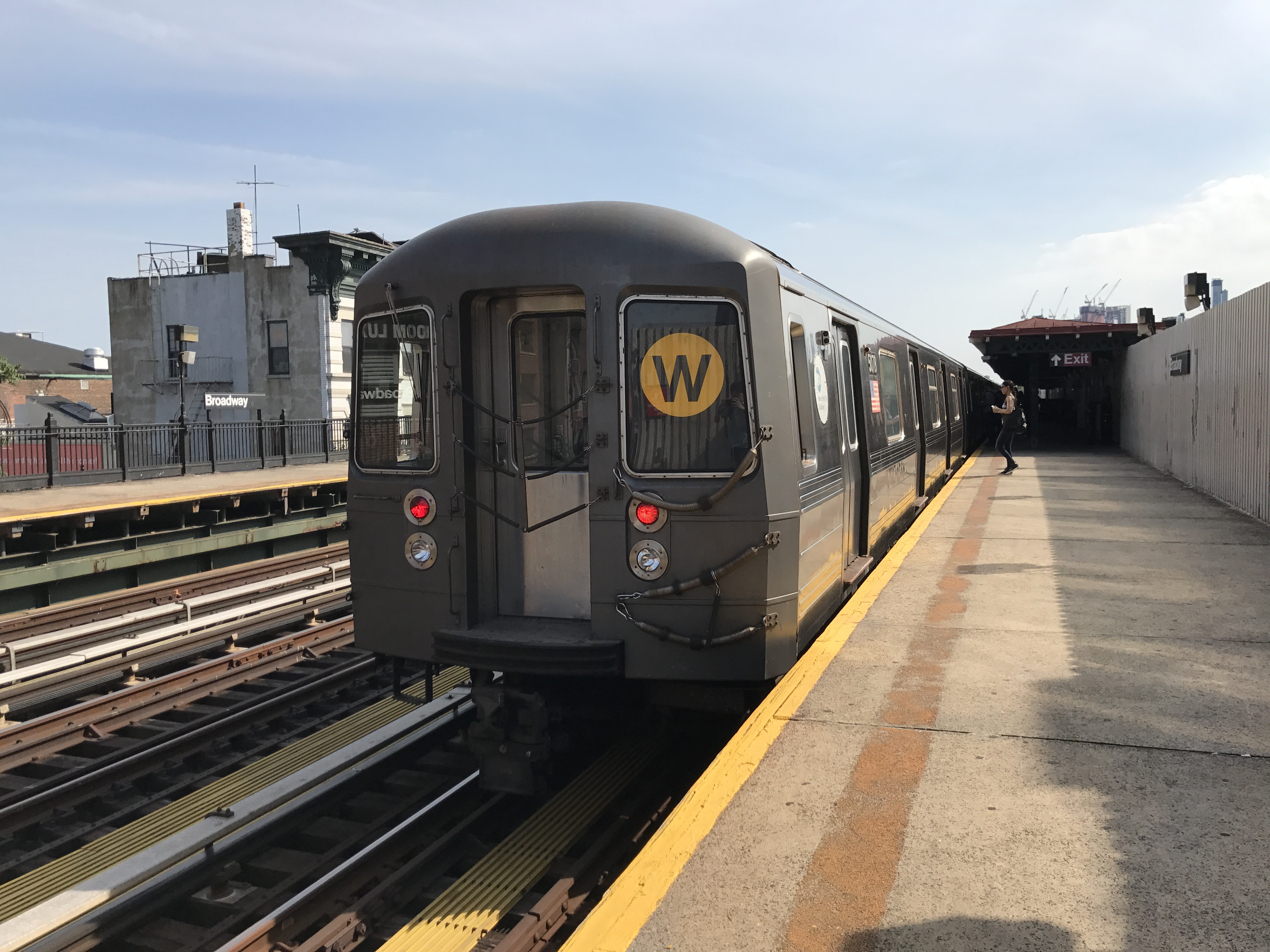
R68A形電車で運行されるW系統（ブロードウェイ駅）

W系統は元々はBMTブロードウェイ線各駅停車の運転区間を延長したもので、BMTアストリア線からBMTブロードウェイ線を経由してホワイトホール・ストリート駅まで運転していた。1986年から2004年までマンハッタン橋 の架け替えが行われたため、本来ならマンハッタン橋経由でBMTブロードウェイ線内を急行運転していたN系統がモンタギュー・ストリート・トンネル経由で各駅停車として運行されることになった。この運用変更が、W系統の導入のきっかけである。路線エンブレムはWブレットと呼ばれる黄色の菱形であったが、R68形やR68A形では黄色い円形のエンブレムになった。R44形やR46形のデジタル表示では、BMTブロードウェイ線で運転されるすべての運転系統の表示が再現できるようになった。
W系統は、IND6番街線に繋がるマンハッタン橋北行線が架け替えのため閉鎖された2001年7月22日から導入された。また、1988年から閉鎖されていた、BMTブロードウェイ線が通るマンハッタン橋南行線の通行も再開された。B系統は終日コニー・アイランド-スティルウェル・アベニュー駅からマンハッタンまで、BMTウェスト・エンド線およびマンハッタン橋北行線を経由してIND6番街線に乗り入れていたが、マンハッタン橋北行線の閉鎖に伴って分割されることになった。ブルックリン橋北行線は1986年から1988年にかけて一度閉鎖されたことがあり、このときは時間限定のオレンジ色B系統だけがIND6番街線の34丁目駅以北を通っていた。同時に、終日運転の黄色B系統がブルックリン区のコニー・アイランド駅からマンハッタン橋南行線・BMTブロードウェイ線経由でクイーンズ区まで乗り入れていた（ただし、夜間の黄色B系統はブルックリン区内のみ運転）。2001年に元の運行パターンに戻されたが、B系統を2種類走らせる代わりに、黄色B系統をW系統という名前に改めて運行させることになった。これはコニー・アイランド駅からBMTウェスト・エンド線（緩行線）、BMT4番街線（急行線）、マンハッタン橋南行線、BMTブロードウェイ線（急行線）を通り、49丁目で緩行線に移ってBMTアストリア線（21時30分までのラッシュ時混雑方向は急行線、それ以外は緩行線）のアストリア-ディトマース・ブールバード駅に向かうものだった。夕方にはマンハッタン区の57丁目駅止め（急行線を通り49丁目駅を通過）、深夜にはブルックリン区の36丁目駅止め、週末はブルックリン区のアトランティック・アベニュー-パシフィック・ストリート駅止めになった。
2001年9月11日のアメリカ同時多発テロ事件によりBMTブロードウェイ線のロウアー・マンハッタン区間は運休となり、N系統は完全運休、W系統はディトマース・ブールバード駅からコニー・アイランド駅の間での終日運転となった。これにより、ブルックリン区内の36丁目駅以北を除いて全駅に停車するようになった。深夜にはディトマース・ブールバード駅-34丁目駅間（北行きの49丁目駅は通過）とブルックリン区内の36丁目駅-コニー・アイランド駅間の2区間に分かれて運転された。両区間の通常運転は2001年10月28日に再開された。
BMTアストリア線内の急行運転は、周辺住民になじみが薄く定着しなかったことから2002年1月15日に中止された。そのころには、夕方の運転区間が57丁目駅からアストリア-ディトマース・ブールバード駅まで延長された。
2002年9月8日の始発から、コニー・アイランド-スティルウェル・アベニュー駅は建て替え工事に入り、W系統は終日コニー・アイランド駅-アストリア-ディトマース・ブールバード駅間で運行されるようになった。この際、コニー・アイランド駅に乗り入れる他の系統が区間縮小されたため、W系統はコニー・アイランド駅に直接乗り入れる唯一の運行系統になった。深夜と週末はモンタギュー・ストリート・トンネル経由でBMT4番街線およびBMTブロードウェイ線の緩行線を運行していた。また、このときにはN系統はブルックリン区内のみで運転されていた。
2004年2月22日にマンハッタン橋の架け替えが完工し、橋上の4線がすべて利用可能になると、W系統は平日7時から21時30分にアストリア-ディトマース・ブールバード駅 - ホワイトホール・ストリート-サウス・フェリー駅間の各駅停車として運転されるようになった。ブルックリン区内はD系統がマンハッタン橋北詰からBMTウェスト・エンド線に乗り入れるよう運転区間が延長された上で担当することになった。これは、シティ・ホール駅にW系統の車両を留置できるスペースがなかったためで、始発から3本はブルックリン区グレイヴセンドの86丁目駅を出発し、終電までの3本はキングス・ハイウェイ駅までの運転とされた。ブルックリン区内はモンタギュー・ストリート・トンネルを経由してBMT4番街線およびBMTシー・ビーチ線を走行していた。
2008年7月27日にはW系統の運行時間が23時まで延長された。
2010年3月24日に、MTAは資金難からW系統の運転を取り止め、N系統およびQ系統に置き換えると発表した。N系統は平日にマンハッタン区内での急行運転を取り止めて終日キャナル・ストリート駅以北の各駅に停車することになり、Q系統はN系統をBMTアストリア線まで区間延長したものになった。このため、キャナル・ストリート駅からホワイトホール・ストリート駅まで乗車する利用客はR系統を利用することになった。W系統はV系統とともに2010年6月25日をもって運行中止となり、アストリア-ディトマース・ブールバード駅行き最終列車が22時50分にホワイトホール・ストリート-サウス・フェリー駅を発車したことでその歴史の幕を閉じた。

### 再導入計画
2015年7月に、MTAはIND2番街線の第一期区間開業に合わせて、W系統を2004年-2010年の運行パターンで運行再開すると発表した。IND2番街線は2016年12月開業予定で、開業するとQ系統の北端はBMTアストリア線からアッパー・イースト・サイドの96丁目に変更されることになっていた。これは、BMTアストリア線内の運行をQ系統からW系統に引き継がせることで、クイーンズ区内でのサービスレベルを維持することを意図していた。
しかし、W系統の再導入で平日のBMTアストリア線内の運行は20往復減る見通しである。これは、同じ便数を確保するためには従来のQ系統よりも短い時間間隔でW系統を運行させなければならず、それは実際には困難であるためである。
2016年5月23日には、MTAはW系統の運行再開を決定した。MTAはW系統を2016年11月7日から運行再開させ、同時にQ系統は一時的に57丁目-7番街駅止めにする計画であった。これは、IND2番街線開業と同時にQ系統の乗り入れを開始することでスムーズに移行することを狙ったものである。W系統はコニー・アイランド車両基地の所属車両で運行されるが、早朝の86丁目駅始発の3本はBMTシー・ビーチ線がリハビリ工事中の期間はベイ・パークウェイ駅に滞泊させた車両で運行していた。

## 運行形態
W系統は以下の路線を経由する。
| 路線                               | 始発                                    | 終着                               | 使用線路 | 時間帯 | 時間帯     |
| 路線                               | 始発                                    | 終着                               | 使用線路 | 平日   | ラッシュ時 |
| ---------------------------------- | --------------------------------------- | ---------------------------------- | -------- | ------ | ---------- |
| BMTアストリア線 (全線)             | アストリア-ディトマース・ブールバード駅 | クイーンズボロ・プラザ駅           | 各駅停車 |        |            |
| 60丁目トンネル                     | 60丁目トンネル                          | 60丁目トンネル                     | 全て     |        |            |
| BMTブロードウェイ線 (全線)         | レキシントン・アベニュー/59丁目駅       | キャナル・ストリート駅             | 各駅停車 |        |            |
| BMTブロードウェイ線 (全線)         | シティ・ホール駅                        | ホワイトホール・ストリート駅       | 全て     |        |            |
| モンタギュー・ストリート・トンネル | モンタギュー・ストリート・トンネル      | モンタギュー・ストリート・トンネル | 全て     |        | 3往復のみ  |
| BMT4番街線                         | コート・ストリート駅                    | ジェイ・ストリート-メトロテック駅  | 全て     |        | 3往復のみ  |
| BMT4番街線                         | ディカルブ・アベニュー駅                | 59丁目駅                           | 各駅停車 |        | 3往復のみ  |
| BMTシー・ビーチ線                  | 8番街駅                                 | 86丁目駅                           | 各駅停車 |        | 3往復のみ  |

## 駅一覧
リストアップされている駅についての詳細は、該当する路線または駅の項目を参照のこと。
| W系統                          | 駅                                                    | バリアフリー・アクセス                                       | 地下鉄乗換 | その他の乗換、備考                                                             |
| ------------------------------ | ----------------------------------------------------- | ------------------------------------------------------------ | --- | ------------------------------------------------------------------------------ |
| クイーンズ区                   |                                                       |                                                              | |                                                                                |
| アストリア線                   |                                                       |                                                              | |                                                                                |
| Stops weekdays only            | アストリア-ディトマース・ブールバード駅               |                                                              | N W |                                                                                |
| Stops weekdays only            | アストリア・ブールバード駅                            |                                                              | N W | ニューヨーク市バス：M60SBS（ラガーディア空港行）                               |
| Stops weekdays only            | 30番街駅                                              |                                                              | N W |                                                                                |
| Stops weekdays only            | ブロードウェイ駅                                      |                                                              | N W |                                                                                |
| Stops weekdays only            | 36番街駅                                              |                                                              | N W |                                                                                |
| Stops weekdays only            | 39番街駅                                              |                                                              | N W |                                                                                |
| Stops weekdays only            | クイーンズボロ・プラザ駅                              |                                                              | N W 7 <7>（IRTフラッシング線） |                                                                                |
| マンハッタン区                 |                                                       |                                                              | |                                                                                |
| ブロードウェイ線               |                                                       |                                                              | |                                                                                |
| Stops weekdays only            | レキシントン・アベニュー/59丁目駅                     |                                                              | N R W 4 5 6 <6>（IRTレキシントン・アベニュー線） F <F> N Q R （IND63丁目線：レキシントン・アベニュー-63丁目駅で乗換。メトロカードしか使えないので注意）              | ルーズベルト・アイランド・トラムウェイ                                         |
| Stops weekdays only            | 5番街-59丁目駅                                        |                                                              | N R W |                                                                                |
| Stops weekdays only            | 57丁目-7番街駅                                        |                                                              | N Q R W |                                                                                |
| Stops weekdays only            | 49丁目駅                                              | バリアフリー・アクセス                                       | N R W | 障害者対応は北行きのみ。                                                       |
| Stops weekdays only            | タイムズ・スクエア-42丁目駅                           | バリアフリー・アクセス                                       | N Q R W 1 2 3 （IRTブロードウェイ-7番街線） 7 <7>（IRTフラッシング線） S （42丁目シャトル） A C E （IND8番街線：42丁目-ポート・オーソリティ・バスターミナル駅で乗換) | ニューヨーク市バス：ポート・オーソリティ・バスターミナル                       |
| Stops weekdays only            | 34丁目-ヘラルド・スクエア駅                           | バリアフリー・アクセス                                       | N Q R W B D F <F> M （IND6番街線） | パストレイン：33丁目駅                                                         |
| Stops weekdays only            | 28丁目駅                                              |                                                              | R W |                                                                                |
| Stops weekdays only            | 23丁目駅                                              |                                                              | R W |                                                                                |
| Stops weekdays only            | 14丁目-ユニオン・スクエア駅                           | バリアフリー・アクセス                                       | N Q R W L （BMTカナーシー線） 4 5 6 <6>（IRTレキシントン・アベニュー線）                                                                                             |                                                                                |
| Stops weekdays only            | 8丁目-ニューヨーク大学駅                              |                                                              | R W |                                                                                |
| Stops weekdays only            | プリンス・ストリート駅                                |                                                              | R W |                                                                                |
| Stops weekdays only            | キャナル・ストリート駅                                |                                                              | N Q R W 6 <6>（IRTレキシントン・アベニュー線） J Z （BMTナッソー・ストリート線）                                                                                     |                                                                                |
| Stops weekdays only            | シティ・ホール駅                                      |                                                              | R W |                                                                                |
| Stops weekdays only            | コートランド・ストリート駅                            |                                                              | R W | パストレイン：ワールド・トレード・センター駅                                   |
| Stops weekdays only            | レクター・ストリート駅                                |                                                              | R W |                                                                                |
| Stops weekdays only            | ホワイトホール・ストリート-サウス・フェリー駅         |                                                              | R W 1 （IRTブロードウェイ-7番街線） | スタテン島フェリー：スタテン・アイランド・フェリー・ホワイトホール・ターミナル |
| ブルックリン区                 |                                                       |                                                              | |                                                                                |
| これより先はラッシュ時のみ運行 |                                                       |                                                              | |                                                                                |
| Stops rush hours only          | コート・ストリート駅                                  | エレベーターは改札-中間階のみ、IRT側からエレベーターは未接続 | N R 2 3 (IRTブロードウェイ-7番街線) ボロー・ホール駅 4 5 (IRTイースタン・パークウェイ線) ボロー・ホール駅                                                            |                                                                                |
| Stops rush hours only          | ジェイ・ストリート-メトロテック駅                     | バリアフリー・アクセス                                       | N R A C F <F> (INDフルトン・ストリート線及びINDカルバー線) |                                                                                |
| Stops rush hours only          | ディカルブ・アベニュー駅                              | バリアフリー・アクセス                                       | B Q R |                                                                                |
| 4番街線                        |                                                       |                                                              | |                                                                                |
| Stops rush hours only          | アトランティック・アベニュー-バークレイズ・センター駅 | バリアフリー・アクセス                                       | D N R B Q (BMTブライトン線) 2 3 4 5 (IRTイースタン・パークウェイ線)                                                                                                  | ロングアイランド鉄道アトランティック・ターミナル駅                             |
| Stops rush hours only          | ユニオン・ストリート駅                                |                                                              | R |                                                                                |
| Stops rush hours only          | 9丁目駅                                               |                                                              | R F G (INDカルバー線4番街駅) |                                                                                |
| Stops rush hours only          | プロスペクト・アベニュー駅                            |                                                              | R |                                                                                |
| Stops rush hours only          | 25丁目駅                                              |                                                              | R |                                                                                |
| Stops rush hours only          | 36丁目駅                                              |                                                              | D N R |                                                                                |
| Stops rush hours only          | 45丁目駅                                              |                                                              | N R |                                                                                |
| Stops rush hours only          | 53丁目駅                                              |                                                              | N R |                                                                                |
| Stops rush hours only          | 59丁目駅                                              |                                                              | N R |                                                                                |
| シー・ビーチ線                 |                                                       |                                                              | |                                                                                |
| Stops rush hours only          | 8番街駅                                               |                                                              | N |                                                                                |
| Stops rush hours only          | フォート・ハミルトン・パークウェイ駅                  |                                                              | N |                                                                                |
| Stops rush hours only          | ニュー・ユトレヒト・アベニュー駅                      |                                                              | N D (BMTウェスト・エンド線62丁目駅) |                                                                                |
| Stops rush hours only          | 18番街駅                                              |                                                              | N |                                                                                |
| Stops rush hours only          | 20番街駅                                              |                                                              | N |                                                                                |
| Stops rush hours only          | ベイ・パークウェイ駅                                  |                                                              | N |                                                                                |
| Stops rush hours only          | キングス・ハイウェイ駅                                |                                                              | N | B82セレクト・バス・サービス                                                    |
| Stops rush hours only          | アベニューU駅                                         |                                                              | N |                                                                                |
| Stops rush hours only          | 86丁目駅                                              |                                                              | N |                                                                                |